# Sepia mestus
Sepia mestus är en bläckfiskart som beskrevs av Gray 1849. Sepia mestus ingår i släktet Sepia och familjen Sepiidae. IUCN kategoriserar arten globalt som livskraftig. Inga underarter finns listade i Catalogue of Life.